# Filippo Savini
Pour les articles homonymes, voir Savini.
Filippo Savini (né le 2 mai 1985 à Faenza, dans la province de Ravenne en Émilie-Romagne) est un coureur cycliste italien, professionnel de 2007 à 2013.

## Palmarès

### Palmarès amateur
- 2005
  - 5e étape du Giro delle Valli Cuneesi
- 2006
  - Memorial Danilo Furlan
  - Circuito Internazionale di Caneva
  - 3e du Trofeo Zssdi

### Palmarès professionnel
- 2008
  - 8e étape du Tour de Langkawi
  - 4e étape du Tour de Turquie
- 2011
  - 3e étape du Tour de Castille-et-León

## Résultats sur les grands tours

### Tour d'Italie
2 participations
- 2008 : abandon (9e étape)
- 2011 : abandon (19e étape)

## Classements mondiaux
| Année           | 2006 | 2007 | 2008 | 2009 | 2010 | 2011 |
| --------------- | ---- | ---- | ---- | ---- | ---- | ---- |
| UCI Asia Tour   |      |      | 118e |      |      |      |
| UCI Europe Tour | 487e |      | 711e | 608e | 786e | 665e |